# Jack (2014)

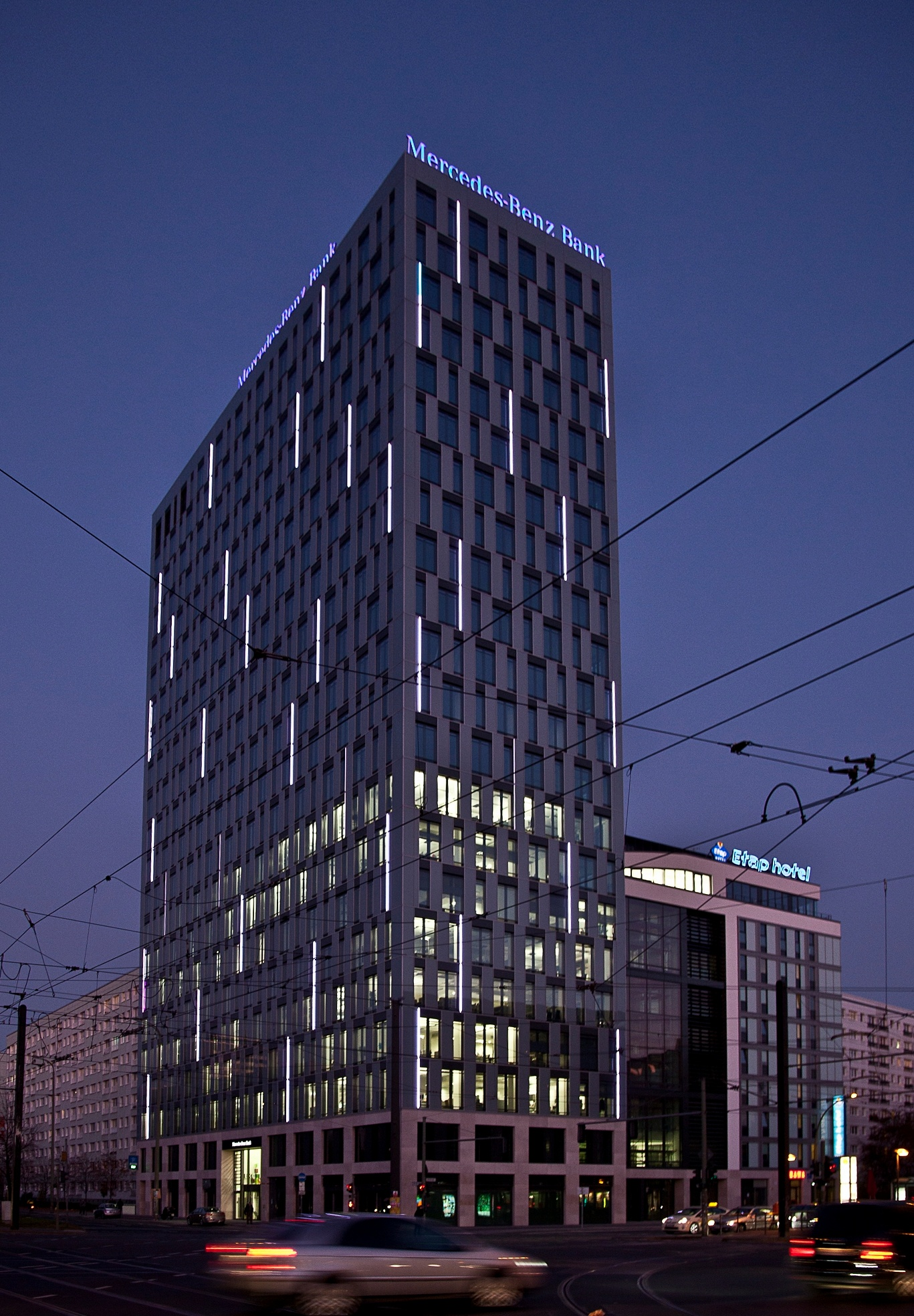
Alexanderplatz Königstadt Carree – einer der Drehorte

Jack ist ein deutscher Spielfilm von Edward Berger. Er wurde am 7. Februar 2014 im Wettbewerb der 64. Berlinale uraufgeführt, Kinostart war am 9. Oktober 2014.
Erzählt wird ein kurzer Lebensabschnitt des 10-jährigen Jack, der sehr an seiner Mutter hängt, obwohl sie ihn und seinen 6-jährigen Bruder vernachlässigt, bis er nach einem verstörenden Wochenende selbst beschließt, sich lieber von ihr zu trennen.

## Handlung
Der 10-jährige Jack führt den Haushalt und trägt die Verantwortung für sich und seinen 6-jährigen Bruder Manuel, während ihre 26-jährige Mutter Sanna tagsüber arbeitet, nachts feiern geht und gelegentlich Männer auf einen One-Night-Stand mit nach Hause bringt. Mit ihren Kindern beschäftigt sie sich zwar gern, aber nur dann, wenn sie gerade Lust dazu hat. Einen Vater gibt es im Film nicht. 
Als sich Manuel wegen einer Unachtsamkeit von Jack mit heißem Wasser verbrüht, während sie allein in der Wohnung sind, schreitet das Jugendamt ein. Manuel kann bei Sanna bleiben, Jack wird in ein Wohnheim eingewiesen. Dort findet der verschlossene Junge keinen Anschluss, wird von einer Gruppe älterer Bewohner um den Jungen Danilo systematisch gemobbt und will nur möglichst schnell zu Sanna zurück. Als er zu Ferienbeginn abreisefertig ist und darauf wartet, dass sie ihn abholt, ruft sie stattdessen nur an: Sie müsse arbeiten und hole ihn nach dem Wochenende. So muss Jack im Heim bleiben, gemeinsam mit Danilo, der ihn am Badesee sogleich wieder übel schikaniert. Im Affekt greift Jack nach einem Knüppel und schlägt Danilo nieder, der bewusstlos liegenbleibt.
Nun traut er sich nicht ins Heim zurück, sondern übernachtet im Freien und läuft am nächsten Morgen nach Hause. Dort öffnet ihm niemand und der Schlüssel ist nicht am üblichen Ablageplatz, also erkundet er zunächst, wo Manuel untergebracht ist, und holt ihn dort ab. Tagelang irren die beiden Jungen auf der Suche nach Sanna durch Berlin, ohne Geld und ohne Schlafplatz. Sie übernachten auf Parkbänken oder in einem Schlupfwinkel einer Parkgarage, bis sie entdeckt und vertrieben werden. Jeder Versuch, Sannas Handy anzurufen, erreicht nur die Mailbox. Immer wieder klingeln sie erfolglos an ihrer Wohnungstür, Jack hinterlässt Sanna dort auch mehrere Zettel mit Hilferufen. Sie suchen einige Bekannte von Sanna auf, doch keiner kann sich über eine Mahlzeit hinaus um sie kümmern. Jack weigert sich andererseits, sich an Behörden zu wenden, weil er keinesfalls ins Heim zurück will. Seine Verzweiflung wächst, während Manuel seinem großen Bruder grenzenlos vertraut.
Als Jack gar nicht mehr weiß, was er noch tun soll, sieht er spätabends von außen Licht in ihrer Wohnung. Dort treffen die Jungen tatsächlich Sanna an, die ihre Kinder freudig begrüßt, aber für die zurückliegenden Tage keinen Erklärungsbedarf sieht. Sie will keine Erzählungen ihrer Erlebnisse hören, auch Jacks Frage nach ihrem ausgeschalteten Handy wischt sie beiseite. Als er zudem entdeckt, dass seine Zettel zerknüllt am Ablageplatz vor der Wohnungstür liegen, bröckelt seine bis dahin unerschütterliche Überzeugung, von Sanna geliebt zu werden. Während sie noch schläft, packt er seine Sachen und geht mit Manuel zum Wohnheim.

## Rezeption
Der filmdienst urteilte, Berger und Mueller-Stöfen präsentieren „die Erwachsenenwelt als Sphäre […], die vom Schicksal der Kinder ungerührt bleibt oder ihnen sogar offen feindselig begegnet“. Die „Konzentration auf die Perspektive der Kinder“ sei auf der „Bildebene schlüssig“, allerdings finde es offenbar „kein Erwachsener merkwürdig, wenn die beiden Kinder mitten in der Nacht allein unterwegs sind“. Mit der Authentizität von Filmen wie Der Junge mit dem Fahrrad oder Sie küßten und sie schlugen ihn könne Jack nicht mithalten. Stattdessen löse sich der „anfängliche Realismus schließlich […] zugunsten eines konventionellen Melodrams“ auf, „das publikumswirksam auf Mitleid“ spekuliere.

## Auszeichnungen
- 2014: Publikumspreis beim Filmkunstfest Mecklenburg-Vorpommern[3]
- 2014: Publikumspreis beim Festival des deutschen Films in Ludwigshafen (zusammen mit Im Schmerz geboren)[4]
- 2014: Prädikat „besonders wertvoll“ der Deutschen Film- und Medienbewertung (FBW)[5]
- 2014: Drehbuchpreis des Fünf Seen Filmfestivals[6]
- 2015: VGF-Nachwuchsproduzentenpreis[7]
- 2015: Deutscher Filmpreis in Silber, außerdem nominiert für das beste Drehbuch und die beste Regie[8]